# شناخت تطبیقی

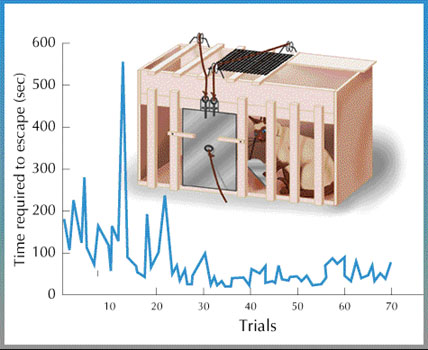
نموداری که کاهش زمان پاسخ مشاهده‌شده در آزمایش‌های «جعبه پازل» ثورندایک را نشان می‌دهد.

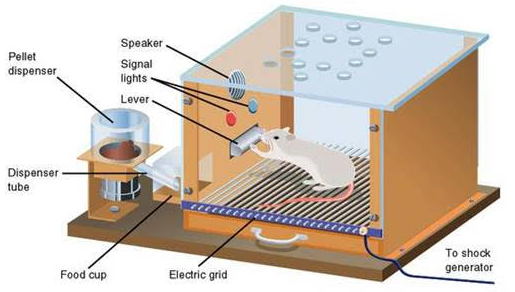
دستگاه محفظه تهویه عامل یا «جعبه اسکینر» که توسط BF Skinner طراحی شده‌است.

شناخت تطبیقی یا شناخت مقایسه‌ای (به انگلیسی: Comparative cognition) مطالعه تطبیقی سازوکارها و خاستگاه‌های شناخت در گونه‌های مختلف است و گاهی به‌عنوان کلی‌تر یا شبیه به روان‌شناسی تطبیقی دیده می‌شود. از دیدگاه زیست‌شناختی، کار روی مغز مگس‌های میوه انجام می‌شود که باید تکنیک‌هایی را به‌اندازه کافی دقیق ارائه دهد تا امکان درک کارکرد مغز انسان را در مقیاسی که گروه‌های نورون‌های فردی را قدردانی می‌کند، به جای مقیاس منطقه‌ای‌تر پیش از این استفاده شده فراهم کند. به‌طور مشابه، فعالیت ژن در مغز انسان از طریق بررسی مغز موش‌ها توسط مؤسسه علوم مغز آلن مستقر در سیاتل بهتر درک می‌شود و اطلس مغز آلن را به‌طور رایگان در دسترس قرار می‌دهد. این نوع مطالعه مربوط به شناخت تطبیقی است، اما بهتر است به عنوان یکی از ژنومیک‌های تطبیقی طبقه‌بندی شود. تأکید روزافزون در روان‌شناسی و رفتارشناسی بر جنبه‌های زیست‌شناختی ادراک و رفتار، شکاف بین ژنومیک و تحلیل رفتاری را پر می‌کند.